# Xã Castle Rock, Quận Dakota, Minnesota
Xã Castle Rock (tiếng Anh: Castle Rock Township) là một xã thuộc quận Dakota, tiểu bang Minnesota, Hoa Kỳ. Năm 2010, dân số của xã này là 1.342 người.